# Elena-Lavinia Craioveanu
Elena-Lavinia Craioveanu (n. 18 octombrie 1974

) este un senator român, ales în 2016. 